# Bogusław Stachura

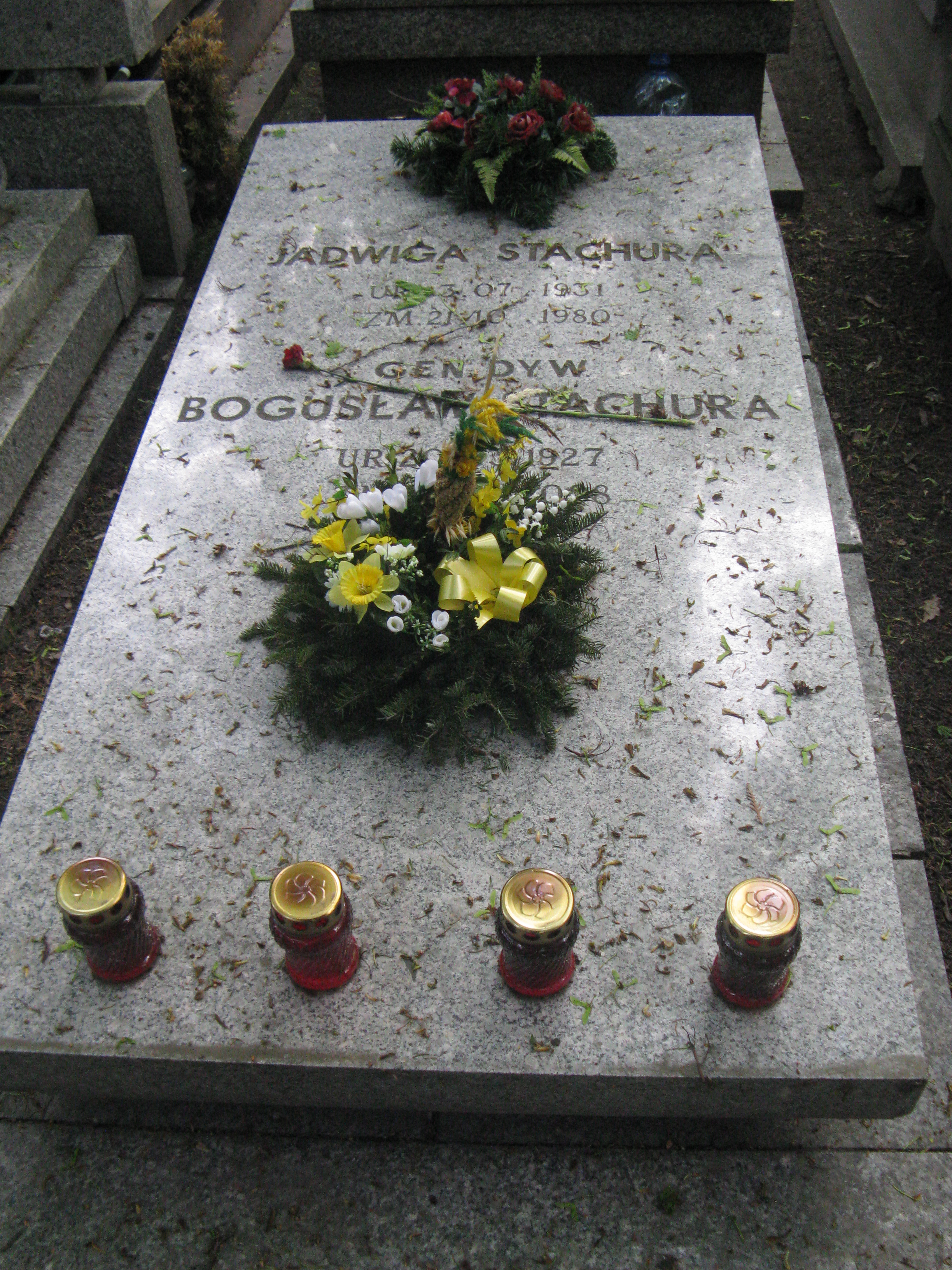
Grób Bogusława Stachury i jego żony Jadwigi na Wojskowych Powązkach

Bogusław Stachura (ur. 20 marca 1927 w Grajewie, zm. 21 sierpnia 2008 w Warszawie) – funkcjonariusz aparatu politycznego PPR/PZPR, szef Służby Bezpieczeństwa PRL, wiceminister spraw wewnętrznych PRL, generał dywizji MO. 

## Życiorys
Syn Stanisława i Władysławy. Pracował w Urzędzie Gminy w Morawicy (1942–1945). Był wieloletnim członkiem i funkcjonariuszem aparatu politycznego, kolejno PPR, a później PZPR – był instruktorem KP PPR w Kielcach (1945–1947), uczniem Liceum Ogólnokształcącego w Kielcach (1947–1949), instr./z-cą kier./kier. Wydz. Ekonomicznego KW PZPR w Kielcach (1949–1955), instr. Wydz. Ekonomicznego KC PZPR (1955–1956), I sekr. KM PZPR w Kielcach (1956–1957), sekr. ekonomicznym KW PZPR w Kielcach (1957–1969), wiceministrem spraw wewnętrznych PRL (1969–1983) i ambasadorem PRL w Bukareszcie (1983–1988).
W latach 1968–1980 zastępca członka, a w latach 1980–1981 członek Komitetu Centralnego PZPR. W latach 70. był także członkiem Rady Redakcyjnej organu teoretycznego i politycznego KC PZPR Nowe Drogi.
Kierował Operacją Lato`76, przez co był odpowiedzialny za brutalne stłumienie demonstracji robotników przez oddziały ZOMO oraz istnienie tzw. ścieżek zdrowia w czasie wydarzeń czerwcowych w Radomiu.
Kierował sztabem Operacyjnym Lato 80, od sierpnia 1980 przygotowywał plany wprowadzenia stanu wojennego w Polsce. Po wprowadzeniu stanu wojennego 23 grudnia 1981, jako zastępca Ministra Spraw Wewnętrznych, wydał decyzje „w sprawie powołania grupy operacyjnej w celu koordynacji zadań w zakresie realizacji działań operacyjnych w stosunku do związków zawodowych Solidarność”. Kierownikiem tej grupy został Józef Sasin. Działania te miały na celu powołanie nowego związku zawodowego Solidarność, w pełni sterowanego przez władze.
W latach '90 został oskarżony o utrudnianie śledztwa w sprawie zabójstwa w 1977 studenta UJ Stanisława Pyjasa. Jego wypowiedź zarejestrowana została w filmie dokumentalnym Trzech kumpli w reżyserii Anny Ferens i Ewy Stankiewicz z 2008 roku. Zmarł 21 sierpnia 2008 roku w Warszawie. Został pochowany na wojskowych Powązkach (kwatera A16-7-27).

## Odznaczenia (wybrane)
- Krzyż Komandorski z Gwiazdą Orderu Odrodzenia Polski
- Order Sztandaru Pracy I klasy (dwukrotnie)
- Złota Odznaka Polskiego Towarzystwa Ekonomicznego
- Odznaka „Zasłużony dla Ziemi Kieleckiej”
- Order Tudora Vladimirescu I klasy (Rumunia, 1988)[5]